# Gutenprint
Gutenprint (anteriormente Gimp-Print) es una colección de controladores de impresora de software libre para su uso con sistemas de spool UNIX, como CUPS, lpr y LPRng. Estos controladores proporcionan servicios de impresión para sistemas tipo Unix (incluidos Linux y macOS), RISC OS y Haiku.
Gutenprint tiene más de 1.300 controladores para Apollo, Apple, Brother, Canon, Citizen, Compaq, Dai Nippon, DEC, Epson, Fujifilm, Fujitsu, Gestetner, HP, IBM, Infotec, Kodak, Kyocera, Lanier, Lexmark, Minolta, NEC, Impresoras NRG, Oki, Olivetti, Olympus, Panasonic, PCPI, Raven, Ricoh, Samsung, Savin, Seiko, Sharp, Shinko, Sony, Star, Tally, Tektronix y Xerox.
Muchos usuarios lo llamaron incorrectamente Gimp, por lo que el software pasó a llamarse Gutenprint para distinguirlo claramente del GIMP. El nombre Gutenprint reconoce a Johannes Gutenberg, el inventor de la imprenta de tipos móviles.

## Historia
Los controladores Gimp-Print eran en realidad los controladores de impresora para el programa de gráficos GIMP y fueron escritos por Michael Sweet en 1999. Pero más tarde se convirtió en una herramienta más general para su uso por otros programas y sistemas operativos (macOS y Windows). Cuando Apple presentó Mac OS X, omitió los controladores de impresora, alegando que era tarea del fabricante de la impresora producirlos. Muchos de ellos no actualizaron sus controladores, y como Apple había elegido usar CUPS como núcleo de su sistema de impresión, Gimp-Print llenó el vacío.
La primera versión, publicada en la plataforma de desarrollo de Internet SourceForge, fue la número 3.1. La versión 4.0 fue lanzada en noviembre de 2000.
La versión 4.2 se lanzó en noviembre de 2001, aquí se admitió CUPS. Después de la aparición de macOS de Apple Resultó que muchos fabricantes de impresoras ya no actualizaban sus controladores para impresoras antiguas, lo que hizo que Gimp-Print fuera la única forma para que muchos usuarios continuaran usando su impresora anterior. Sin embargo, debido al número cada vez mayor de características de las nuevas impresoras, pronto se hizo evidente que sería necesario un paso más grande para una nueva versión. El salto a la versión número 5 debería dejar en claro que se han agregado muchas funciones nuevas. Además, en otoño de 2004 se tomó la decisión de cambiar el nombre, ya que el proyecto no tenía casi nada que ver con GIMP. El nuevo nombre "Gutenprint" se basa en el inventor de la tipografía Johannes Gutenberg.
La versión 5.0 se lanzó el 30 de julio de 2006 después de cuatro años de desarrollo. Esto no incluyó la gestión del color real como se planeó originalmente .

## Backends

### Canon
Este backend está en desarrollo activo, y se aportan nuevas impresoras, correcciones de errores y adiciones de capacidades en cada nueva versión. Las impresoras Canon utilizan cabezales de impresión inteligentes, que controlan la calidad del resultado final dados los metadatos enviados a la impresora desde el controlador. Una consecuencia de este diseño es que la calidad de impresión no se especifica solo en la resolución, sino a través de una configuración de calidad de "modo de resolución" (hasta 5 configuraciones de calidad disponibles a la vez). El parámetro de resolución en los datos de salida del controlador es solo una meta-resolución, típicamente 300 o 600 ppp, a veces 1200 ppp para ciertos modos de fotografía monocromática o de alta calidad en un número limitado de impresoras. Luego, el firmware controla el cabezal de impresión y crea una salida de tinta física hasta la resolución comercializada.
Las selecciones de calidad disponibles dependen de una serie de parámetros (según corresponda): los medios a imprimir, dúplex o símplex, sin bordes o con bordes, impresión en color o monocromo, selección de juegos de tinta y selección de cartuchos. Por lo tanto, hay varios "modos de resolución" disponibles por medio, algunos de los cuales estarán disponibles dependiendo de los otros parámetros establecidos para el trabajo de impresión.
Como en gutenprint, todas las opciones están siempre disponibles a través del PPD, el controlador intenta seleccionar valores predeterminados razonables en los casos en que la configuración del usuario está en contradicción. La priorización sigue: tipo de medio, modo de resolución, selección de cartucho, selección de juego de tinta, selección dúplex. Cuando el controlador detecta un choque de parámetros, el modo de resolución y otros parámetros se establecen de acuerdo con la prioridad anterior, y la sustitución del modo de resolución se lleva a cabo para tratar de mantener la calidad requerida inicialmente solicitada.
La selección sin bordes, agregada en la versión 5.2.9, actualmente no forma parte del algoritmo de priorización y reemplazo, ya que solo se ha analizado un pequeño número de impresoras para descubrir los modos y medios adecuados para la impresión sin bordes.

### Epson
El backend de Epson está en desarrollo activo; Se aportan nuevas impresoras, correcciones de errores y adiciones de capacidades en cada nueva versión.

### Sin mantenimiento
El PCL, el láser de color y los backends de Lexmark están actualmente sin mantenimiento. Los voluntarios son bienvenidos. Con bastante frecuencia, las impresoras que usarían estos backends tienen capacidad de emulación para otros idiomas, en particular PostScript. En tal caso, la impresora se puede configurar para usar un controlador PostScript estándar.